# 21 Ośrodek Dowodzenia i Naprowadzania
21 Ośrodek Dowodzenia i Naprowadzania – jednostka wojskowa Sił Powietrznych RP, jedna z czterech (obok 22, 31, 32) podległych pod Centrum Operacji Powietrznych, pełniąca funkcję przetwarzania informacji radiolokacyjnych i dowodzenia operacyjnego.

## Powstanie 21 ODN
Wejście Polski do NATO zobligowało polskie Siły Zbrojne do podjęcia szeregu przedsięwzięć integrujących je z NATO. Efektem tego był rozpoczęty proces restrukturyzacji Wojsk Lotniczych i Obrony Powietrznej (od 1 lipca 2004 r. – Siły Powietrzne) – zmian organizacyjno-etatowych jednostek, unowocześniania „floty powietrznej” i zmiany w systemie dowodzenia Siłami Powietrznymi, prowadzącymi do uzyskania pełnej kompatybilności z systemem obrony powietrznej NATO. 
W myśl tej koncepcji, na podstawie Rozkazu Dowódcy WLOP z dnia 11 lipca 2001 roku została powołana grupa organizująca 21 ODN, pod dowództwem ppłk Czesława Sieczkowskiego. 
Dzięki zaangażowaniu grupy organizującej 21 ODN oraz przybywającej stopniowo do jednostki kadry, zgodnie z Rozkazem Dowódcy WLOP z dnia 18 grudnia 2001 roku, możliwe było rozpoczęcie pracy od dnia 3 stycznia 2002 roku w systemie dowodzenia i obrony powietrznej Sił Powietrznych jako 21 Ośrodek Dowodzenia i Naprowadzania. Z dniem 3 stycznia 2002 roku 21 ODN rozpoczął prace eksperymentalno-bojową z wykorzystaniem ZtSD DUNAJ.
Decyzją Ministra Obrony Narodowej Nr 18 z dnia 11 stycznia 2002 roku na stanowisko Dowódcy 21 Ośrodka wyznaczony został ppłk Czesław Sieczkowski.
Decyzją Ministra Obrony Narodowej Nr 544 z dnia 13.06.2007 roku z dniem 01.07.2007 roku na stanowisko Dowódcy 21 Ośrodka Dowodzenia i Naprowadzania został wyznaczony płk dypl. pil. Wiesław Sokołowski.
W dniu 18.01.2010 roku w obecności Dowódcy Centrum Operacji Powietrznych odbyło się uroczyste przekazanie obowiązków Dowódcy 21 Ośrodka Dowodzenia i Naprowadzania. Obowiązki przekazał płk dypl. pil. Wiesław Sokołowski, który zakończył służbę wojskową. Obowiązki przejął Zastępca Dowódcy Ośrodka ppłk dypl. Piotr Jankowski.
Rozkazem Dziennym Nr 21 Dowódca Centrum Operacji Powietrznych z dniem 01.02.2010 roku powierzył czasowe pełnienie obowiązków Dowódcy 21 Ośrodka Dowodzenia i Naprowadzania ppłk. dypl. Piotrowi Jankowskiemu.
Od końca 2010 roku 21 ODN został rozformowany.
Siedziba jednostki znajdowała się na południu Warszawy w ursynowskich Pyrach w Lesie Kabackim.